# Чемпіонат Європи з футболу 1984 (склади команд)/Іспанія

## Складзбірної ІспаніїнаЧемпіонаті Європи 1984року
| №               | Гравець                    | Клуб (у 1984)     | Дата народження  | Вік      | Ігор                        | Голів                       |                             |
| Воротарі        | Воротарі                   | Воротарі          | Воротарі         | Воротарі | Воротарі                    | Воротарі                    | Воротарі                    |
| --------------- | -------------------------- | ----------------- | ---------------- | -------- | --------------------------- | --------------------------- | --------------------------- |
| 1               | Луїс Мігель Арконада       | Реал Сосьєдад     | 26 червня 1954   | 29       |                             |                             |                             |
| 13              | Франсіско Буйо             | Севілья           | 13 січня 1958    | 26       |                             |                             |                             |
| 20              | Андоні Субісарета          | Атлетік (Більбао) | 23 жовтня 1961   | 22       |                             |                             |                             |
| Нападники       |                            |                   |                  |          |                             |                             |                             |
| 9               | Карлос Алонсо              | Реал (Мадрид)     | 23 серпня 1952   | 31       |                             |                             |                             |
| 11              | Франсіско Хосе Карраско    | Барселона         | 6 березня 1959   | 25       |                             |                             |                             |
| 17              | Маркос Алонсо Пенья        | Барселона         | 1 жовтня 1959    | 24       |                             |                             |                             |
| 18              | Еміліо Бутрагуеньйо        | Реал (Мадрид)     | 22 червня 1963   | 20       |                             |                             |                             |
| 19              | Мануель Сарабія            | Атлетік (Більбао) | 9 січня 1957     | 27       |                             |                             |                             |
| Півзахисники    |                            |                   |                  |          |                             |                             |                             |
| 7               | Хуан Антоніо Сеньйор       | Реал (Сарагоса)   | 26 серпня 1958   | 25       |                             |                             |                             |
| 8               | Віктор Муньйос             | Барселона         | 15 березня 1957  | 27       |                             |                             |                             |
| 10              | Рікардо Гальєго            | Реал (Мадрид)     | 8 лютого 1959    | 25       |                             |                             |                             |
| 15              | Роберто Фернандес Бонільйо | Валенсія          | 5 липня 1962     | 21       |                             |                             |                             |
| 16              | Франсіско Хав'єр Лопес     | Севілья           | 1 листопада 1962 | 21       |                             |                             |                             |
| Захисники       |                            |                   |                  |          |                             |                             |                             |
| 2               | Сантьяго Уркіага           | Атлетік (Більбао) | 18 квітня 1958   | 26       |                             |                             |                             |
| 3               | Хосе Антоніо Камачо        | Реал (Мадрид)     | 8 червня 1955    | 29       |                             |                             |                             |
| 4               | Антоніо Маседа             | Спортінг (Хіхон)  | 16 травня 1957   | 27       |                             |                             |                             |
| 5               | Андоні Гойкоечеа           | Атлетік (Більбао) | 13 серпня 1956   | 27       |                             |                             |                             |
| 6               | Рафаель Гордільйо          | Реал (Бетіс)      | 24 лютого 1957   | 27       |                             |                             |                             |
| 12              | Сальвадор Гарсія           | Реал (Сарагоса)   | 4 березня 1961   | 23       |                             |                             |                             |
| 14              | Хуліо Альберто             | Барселона         | 7 жовтня 1958    | 25       |                             |                             |                             |
| Головний тренер |                            |                   |                  |          |                             |                             |                             |
| Іспанія         | Мігель Муньйос             |                   | 19 січня 1922    | 62       | Середній вік гравців: 25,87 | Середній вік гравців: 25,87 | Середній вік гравців: 25,87 |
|                 |                            |                   |                  |          |                             |                             |                             |

| Гравців національного чемпіонату: | Гравців національного чемпіонату:                       | 20    |
|                                   | Атлетік (Більбао), Барселона, Реал (Мадрид)             | по 4  |
|                                   | Реал (Сарагоса), Севілья                                | по 2  |
|                                   | Валенсія, Реал (Бетіс), Реал Сосьєдад, Спортінг (Хіхон) | по 1  |
| Легіонерів:                       | Легіонерів:                                             | немає |